# Idiasta longicornis
Idiasta longicornis är en stekelart som först beskrevs av Léon Abel Provancher 1886.  Idiasta longicornis ingår i släktet Idiasta och familjen bracksteklar. Inga underarter finns listade i Catalogue of Life.